# Zlatá Studna
Zlatá Studna (německy Goldbrunn) je zaniklá část obce Horská Kvilda na Šumavě. V letech 1799–1880 zde město Kašperské Hory vlastnilo sklářskou huť, která byla známá výrobou dutého skla a páteříků. Sklo bývalo zdobeno malovanými lidovými motivy. V roce 1823 si pronajal sklárnu Johann Lötz. Od roku 1856 se zde vyrábělo tabulové sklo. V roce 1843 zde žilo 138 obyvatel a byla zde škola. V jednom domku bydlel sklář Hartauer, jehož syn Andreas Hartauer (1839–1915), skladatel písně „Na krásné Šumavě“ (něm. Teif drin im Böhmerwald), se zde vyučill sklářem a malířem. Sklárna zanikla na přelomu 19. a 20. století. V 50. letech 20. století zde stále ještě budova hostince, potom byly opuštěné domy zdemolovány československou armádou.
Z osady Ranklov nedaleko Zlaté Studny pocházel legendární šumavský silák Rankl Sepp.
V současnosti se na Zlaté Studně nachází významná křižovatka turistických a lyžařských tras.